# 20254 Úpice
20254 Úpice è un asteroide della fascia principale. Scoperto nel 1998, presenta un'orbita caratterizzata da un semiasse maggiore pari a 2,5096539 UA e da un'eccentricità di 0,1324252, inclinata di 3,99440° rispetto all'eclittica.